# Pierre Pinsard
Pour les articles homonymes, voir Pinsard.
Pierre Pinsard, né à Paris le 23 novembre 1906 et mort dans cette même ville le 10 juin 1988, est un peintre, décorateur et architecte spécialiste de l'art sacré contemporain.
Considéré comme l'un des architectes les plus importants du renouveau de l'art sacré après la Seconde Guerre mondiale, ses réalisations ont marqué l'architecture contemporaine française. Parmi ses intimes, on compte l'écrivain Blaise Cendrars, le peintre et décorateur Francis Jourdain et le poète Tristan Tzara. Il est le père d'Agnès Rosenstiehl, auteur de Mimi Cracra.

## Architecture religieuse
- Chapelle Notre-Dame-de-la-Route-Blanche à Segny, construite de 1949 à 1952. labellisée Patrimoine du XXe siècle
- Couvent des Dominicains de Lille, labellisé Patrimoine du XXe siècle, en collaboration avec Neil Hutchison.
- Basilique souterraine Saint-Pie-X de Lourdes , en collaboration avec Pierre Vago, André  Le Donné et Eugène Freyssinet.
- Église semi-souterraine Notre-Dame-de-la-Miséricorde à Ars-sur-Formans, labellisée Patrimoine du XXe siècle , en collaboration avec Hugo Vollmar.
- Église Saint-Roch à Cambrai[3].
- Église Sainte-Marie-Madeleine à Massy, construite en 1959.
- Église Saint-Luc, à Brest (1962).
- Église Saint-Luc, à Nantes.
- Église Saint-Jean-Porte-Latine d'Antony, en 1964 labellisé Patrimoine du XXe siècle.
- Carmel du Saint-Esprit d'Amiens, construit en 1965.
- Église Saint-Martin d'Armbouts-Cappel, construite en 1956[4].
- Église Saint-Hugues à Pontcharra, construite en 1972.
- Église Saint-Pierre-Chanel de Bourg-en-Bresse, construite en 1966, labellisée Patrimoine du XXe siècle.
- Église Saint Jean-Baptiste de la Salle à Rouen, construite en 1962, en collaboration avec Hugo Vollmar.
- Église Notre-Dame-de-la-Plaine à Oyonnax, construite en 1969 labellisée Patrimoine du XXe siècle , en collaboration avec Hugo Vollmar.

## Architecture civile
- Cité de la Romière et cité HLM du Bouchet au Chambon-Feugerolles, Loire.
- Maison "La Ferme des Bois" à Gambais (Yvelines).
- Silo de Viry-Châtillon, Essonne. (1971)
- Groupe de logements SCIC à Pontcharra (Isère) en collaboration avec Hugo Vollmar. (1971-1972)
- Immeuble rue Dupont-des-Loges à Paris, dans le 7e arrondissement. (1974-1977)
- Sur la plage de Carteret (Manche), petite cabane de loisir pour son usage personnel, (1954)[5]